# Moasca
Moasca är en ort och kommun i provinsen Asti i regionen Piemonte i Italien. Kommunen hade 511 invånare (2018).